# Corynanthe
Corynanthe es un género con 3 especies de plantas con flores perteneciente a la familia Rubiaceae.

## Especies
- Corynanthe mayumbensis
- Corynanthe pachyceras
- Corynanthe paniculata

## Sinonimia
- Pseudocinchona